# Agostino Massa
Agostino Massa fue un deportista italiano que compitió en remo. Ganó dos medallas en el Campeonato Europeo de Remo, oro en 1927 y plata en 1938.

## Palmarés internacional
| Campeonato Europeo | Campeonato Europeo | Campeonato Europeo | Campeonato Europeo |
| Año                | Lugar              | Medalla            | Prueba             |
| ------------------ | ------------------ | ------------------ | ------------------ |
| 1927               | Como (Italia)      | Medalla de oro     | Cuatro sin timonel |
| 1938               | Milán (Italia)     | Medalla de plata   | Cuatro sin timonel |